# Laura Voutilainen
Sanna Laura Voutilainen, ibland bara Laura, är en finländsk artist, född 17 maj 1975 i Jyväskylä i Finland. 
Lauras genombrott kom med låten Kerran 1993 och året efter kom hennes första album. Det sålde i över 120 000 exemplar.
Hon har vunnit flera inhemska musikpris och vann även Euroviisut, den finska uttagningen till Eurovision Song Contest 2002. Hon representerade Finland i Tallinn med låten Addicted to You och trots att hon förutspåddes få en bra placering slutade hon kvällen på tjugondeplats av 24 tävlande. Därefter har hon deltagit i Euroviisut ännu en gång, 2007.

## Diskografi
- Laura Voutilainen (1994)
- Kaksi karttaa (1996)
- Lumikuningatar (1997) - julalbum
- Etelän yössä (1998)
- Puolet sun auringosta (2001 / Eurovisionutgåva 2002)
- Päiväkirja (2003)
- Tässä hetkessä (2005)
- Lauran päiväkirja (2006) - samlingsalbum
- Kosketa Mua (2007)
- Palaa (2008)
- Sydänjää (2009)
- Suurimmat hitit (2010) - samlingsalbum med DVD
- Ihmeitä (2011)
- KokoNainen (2013)
- Miks ei (2017)
- Minun tähteni (2019)